# Walnut Ridge (Arkansas)
Walnut Ridge település az Amerikai Egyesült Államok Arkansas államában, Lawrence megyében, melynek megyeszékhelye is. Lakosainak száma 5384 fő (2020. április 1.).

## Népesség
A település népességének változása:

| 2010 | 4 890 |
| 2020 | 5 384 |